# Фрай, Нортроп
Херман Нортроп Фрай (англ. Herman Northrop Frye, 14 июля 1912, Шербрук, провинция Квебек, Канада — 23 января 1991, Торонто) — канадский филолог, исследователь мифологии, литературы и языка. 

## Биография
Вырос в Нью-Брансуике. Учился в различных колледжах Торонтского университета. Священник Объединённых церквей Канады. С 1939 года до конца жизни преподавал на факультете английского языка в Колледже Виктории Торонтского университета.

## Авторитет и влияние
Оказал — прежде всего своей книгой «Анатомия критики: четыре очерка» (Anatomy of Criticism: Four Essays, 1957) — глубочайшее влияние на практику так называемой мифологической или архетипической интерпретации литературы, искусства, культуры во второй половине XX в., синтезирующей антропологию с психоанализом и развивающей идеи К. Г. Юнга об архетипах. Своим непосредственным предшественником его считал Харольд Блум, он оказал сильное влияние на прозу и публицистику Маргарет Этвуд, которая была его студенткой в университете.
Автор работ о мифологических и библейских образах в словесности нового и новейшего времени от Мильтона до наших дней.
Лауреат многочисленных национальных премий, трижды был награждён Премией генерал-губернатора Канады, компаньон ордена Канады.

## Научные труды
- 1947 — Fearful Symmetry: A Study of William Blake
- 1957 — Anatomy of Criticism: Four Essays
- 1964 — The Educated Imagination
- 1967 — Fools of Time: Studies in Shakespeare Tragedy
- 1970 — The Stubborn Structure: Essays on Criticism and Society
- 1971 — The Critical Path: An Essay on the Social Context of Literary Criticism
- 1976 — Spiritus Mundi: Essays on Literature, Myth, and Society
- 1982 — The Great Code: The Bible and Literature
- 1990 — Words with Power
- 1991 — The Double Vision: Language and Meaning in Religion

### Переводы на русский язык
- Фрай Н. Анатомия критики // Зарубежная эстетика и теория литературы XIX—XX вв. Трактаты, статьи, эссе. — М.: Издательство Московского университета, 1987. — С. 232—263.
- Фрай Н. «Закат Европы» Освальда Шпенглера / Пер. с англ. Е. С. Шварц. Ред. пер. Г. С. Померанц. Предисл. В. В. Игрунова.